# Апаранско језеро
Апаранско језеро (јерм. Ապարանի ջրամբար) је вештачко водосабирно језеро изграђено на реци Касах у јерменској провинцији Арагацотн. Грађено је у периоду 1962/67. годину.
Површина језера је око 7,9 км² а његове воде се углавном користе за наводњавање околних пољопривредних подручја (око 7.500 хектара). Висина бране је 50 метара.
Године 2002. извршена је реконструкција и продубљивање језера. Саграђена је нова брана која је повећала запремину језера за додатних 15 до 30 милиона м³ воде, те канал који омогућава испуштање вишка воде током високог водостаја Касаха.
На обалама су у последње време изграђене бројне викендице и ресторани.